# Mevlüt Han Ekelik
Mevlüt Han Ekelik (* 16. Dezember 2004 in Antalya) ist ein türkischer Fußballspieler.

## Karriere

### Verein
Ekelik spielte zunächst in den Jugendvereine von Aslansaray und Antalyaspor. Sein Profidebüt bei  Antalyaspor in der Süper Lig gab er am 24. Juli 2020 im Alter bei einem Spiel gegen Galatasaray Istanbul, was ihn zu einem der jüngsten Spieler in der Geschichte der Liga machte.

### Nationalmannschaft
Ekelik durchlief die Jugendnationalmannschaften U16, U18 und die U19 der Türkei.